# Ilija Garašanin
Ilija Garašanin (în sârbă Илија Гарашанин; n. 28 ianuarie 1812, Garaši⁠(d), Districtul Šumadija, Serbia – d. 22 iunie 1874, Grocka⁠(d), Republica Socialistă Serbia, RSF Iugoslavia) a fost un om de stat sârb care a ocupat funcția de prim-ministru al Serbiei între 1852 și 1853 și din nou între 1861 și 1867.
Ilija Garašanin a fost conservator în politica internă. El credea că birocrația era singura modalitate eficientă de administrare. În politica externă, a fost primul om de stat pro-Iugoslavia printre sârbi. Garašanin considera că un mare stat iugoslav trebuia să își mențină independența atât față de Rusia, cât și față de Austria. A fost unul dintre cei mai influenți politicieni sârbi din secolul al XIX-lea.

## Biografie
S-a născut într-o familie de comercianți înstăriți, provenind dintr-un vechi neam negustoresc. Între anii 1834-1837 a lucrat la vamă. În 1837 i s-a acordat gradul de colonel și a devenit comandantul trupelor sub domnia prințului Miloš Obrenović. Intrând în conflict cu familia Obrenović, a susținut activ lupta mișcării „ustavobranitelor” împotriva dinastiei conducătoare. Până în 1842, a fost nevoit să trăiască în afara Serbiei. După ce „ustavobraniteljii” au preluat puterea, a ocupat funcții în noul guvern: ministru de externe (în anii 1843-1852 și 1858-1859) și prim-ministru, păstrând și funcția de ministru de externe (1852-1853). A rămas prim-ministru și ministru de externe și după căderea regimului „ustavobraniteljilor” în perioada 1861-1867.
Ilija Garašanin a elaborat, la mijlocul secolului al XIX-lea, o nouă concepție a politicii externe sârbe, expusă în programul „Načertanije” (1844), conform căruia el pleda pentru răsturnarea dominației Turciei pe teritoriile slavilor sudici și unificarea acestora sub conducerea Serbiei monarhice. O Serbie puternică și independentă trebuia, conform planului lui Garašanin, să împiedice marile puteri — Anglia, Rusia, Austro-Ungaria și altele — să ocupe pozițiile Turciei în Balcani. Implementând ideile politice enunțate în „Načertanije”, Garašanin a încheiat în anii 1866-1867 mai multe tratate și acorduri cu România, Muntenegru și Grecia, creând astfel Liga Balcanică din perioada 1866-1868.
Fiul său, Milutin, a devenit și el politician.

## Lucrări
- Pisma Ilije Garašanina Jovanu Marinoviću, editat de St. Lovčević, Belgrad, 1931.
- Prepiska Ilije Garašanina, editat și publicat de G. Jakšić, Belgrad, 1950.
- Nikiforov K. V. „Načertanije” lui Ilija Garašanin și politica externă a Serbiei în anii 1842-1853 - Moscova: „Indrik”, 2015. - 256 p.